# Квір-дослідження
Квір-дослідження (також використовується термін Lesbian and Gay Studies — гейські та лесбійські дослідження; синоніми ЛГБТ-студії; квір-студії (queer studies)) — міждисциплінарний дослідницький напрямок в культурології, що займається вивченням сексуальної та статевої ідентичності, зосереджуючи увагу на гомосексуальній та трансгендерній тематиці.

## Історія зародження та основні аспекти
Предтечею квір-досліджень був «Щорічний огляд для людей з іншою сексуальністю» (Jahrbuch für sexuelle Zwischenstufen) започаткований Маґнусом Гіршфельдом (Magnus Hirschfeld) у 1899—1923 роках. Перші дослідження з квір-тематики з'явились у США у 1950-ті рр. (дослідження Евелен Хукер (Evelyn Hooker)).
Сучасні квір-дослідження постали в пізні 60-ті роки 20-го століття в контексті американського громадянського руху за права людини та феміністичного руху. Відтоді вони стали самостійним напрямком досліджень, що належать до сфери соціальних та культурологічних дисциплін. Спершу квір-студії займалися проблемами ідентичності та камінг-ауту, тобто публічного визнання власної гомосексуальної орієнтації. В літературі феномен камінг-ауту проявився в автобіографічних творах та мемуарах. Водночас літературознавці в спеціалізованих часописах геїв та лесбійок провадили «археологічні» студії в пошуках невідомих дотепер гомосексуальних письменників, відбувалося перечитування канонізованих авторів з погляду їхньої гомосексуальності, насамперед аналізувалися твори таких авторів, як Сафо, Андре Жід, Оскар Вайльд.
З початку 80-х років цей напрямок квір-студій дедалі частіше ставився під сумнів, або ж доповнювався ширшою проблематикою. Великий вплив на подальший розвиток квір-студій мала праця Мішеля Фуко «Історія сексуальності» (1976—1984, український переклад: видавництво «Око», 2000—2006; новий переклад першого тому: видавництво Комубук, 2025), в якій наголошувалося на конструйованому характері сексуальної ідентичності. Тож інтерес нових досліджень спрямовується на історично та символічно-специфічні стратегії статей (гендерна роль). Питання про есенціальність або конструйованість сексуальної ідентичності залишається контроверсійним. Цьому питанню присвячені численні дослідження літературознавчого та культурно-історичного спрямування (А. Брай, Д. Гальперін, Ш. Ортнер та Г. Вайтгед, Дж. Вікс).
Явища гомосексуальності, безперечно, були притаманні всім, навіть дуже давнім епохам та різним культурним регіонам, проте визначення індивідуальної ідентичності через сексуальність є сучасним західним феноменом, який, на думку Дж. Д'Еміліо, виникає внаслідок руйнування традиційної сім'ї та появи залежного від зарплати індивіда. Саме цим можна пояснити розвиток наприкінці 19 століття субкультури чоловічої гомосексуальності, а також патологізацію людської гомосексуальності медициною та психологією, зокрема психоаналізом.
Незважаючи на багато спільних рис у жіночій та чоловічій гомосексуальності, термін гейські та лесбійські студії визнається науковцями, як дещо суперечливий. Студії чоловічої гомосексуальності у 1980-х роках займалися конструкцією таких дискурсів, як «содомія», «гомосексуалізм», «гейська ідентичність». Ці питання часто розглядалися в історичному контексті. Насамперед досліджувалися періоди грецької античності, ранньої нової історії, а також fin de siècle.
Другий важливий аспект квір-студій — дослідження конструйованості поняття «чоловічості». Часом цей аспект вирізняють як чоловічі студії (Men's Studies) Рецепція таких постмодерних теоретиків, як Ролан Барт, Жіль Дельоз, Фелікс Гваттарі підняло питання про взаємозв'язок репрезентації та бажання.
На противагу цьому в лесбійських студіях центральну роль займали теорія та критика феміністичних підходів. Водночас відбувалася критика як гомофобних, так і гетеросексистських тенденцій фемінізму. Саме такими були ранні роботи феміністичного літературознавства. Лесбійська теорія характеризується сьогодні широким спектром позицій: від радикального сепаратизму, до роботи всередині жіночого руху. Примусова гетеросексуальнсть розглядається як домінантна модель культурологічної влади, яка приписує всім жінкам лише «природні» сексуальні відносини з чоловіками та репродуктивну функцію. Противагу цьому становить так званий «лесбійський континуум», який охоплює не стільки лесбійську сексуальність, скільки життєві та культурні форми, зорієнтовані на жінок. Тоді як за такого підходу питання сексуальної орієнтації відходить на задній план, існують і радикальні течії (радикалесбійки), які виступають за те, що відхід від гетеросексуальності є необхідною умовою передолання патріархальних структур панування.
Квір-студії концентруються на суспільні симовлізуючі практики у сфері культури, сексуальної ідентичності, текстуальності. З інституціоналізацією терміна квір-струдій було подолано поділ на гейські й лесбійські студії, попри те, що первинно термін «квір» мав пежоративне забарвлення й спершу відкидався багатьма гомосексуалами. Завдяки розвиткові квір-студій відповідними темами збагатилося й загальне літературознавство та гендерні дослідження.
Цей напрямок досліджень досі залишається дуже продуктивним на Заході.,,,,,,. Розвиток квір-досліджень має важливе значення для обґрунтування ставлення до ЛГБТ політиків та суспільства.

## Розвиток квір-досліджень у світі
В Україні поки що не існує спеціалізованих кафедр квір-досліджень або гейських та лезбійських студій, хоча деякі теми з цього спектру викликають зацікавлення й українських науковців, зокрема в Київському національному університеті імені Тараса Шевченка.
На Заході інституціоналізація квір-студій почалася ще у 80-ті роки XX століття. Саме в той час з'явилися перші спеціалізовані кафедри та дослідницькі центр з квір-тематики.
Перший курс з квір-теорії був запропонований весною 1970 році в Університеті Берклі (Каліфорнія). Восени 1970 року аналогічні курси було запропоновано в Університеті Південного Іллінойсу (Southern Illinois University Edwardsville) та Університеті Небраски (University of Nebraska-Lincoln)). Міський Нью-Йоркський університет запропонував першу програму з лезбійських та гейських студій в 1986 році. Міський коледж Сан-Франціско вважає себе засновником першого в США відділення квір-студій, що було засноване в 1989 році.
Завдяки історикам Джону Босвелу (John Boswell) та Мартіну Даберману (Martin Duberman) важливим центром квір-досліджень з кінця 1980-х років став Єльський університет.
У липні 2009 року про створення кафедри квір-досліджень було оголошено керівництвом Гарвардського університету.
У Німеччині квір-дослідженнями займаються цілий ряд університетів. Насамперед це Трансдисциплінарний центр статевих студій (нім. Zentrum für transdisziplinäre Geschlechterstudien) Гумбольдтського університету Берліна, Міждисциплінарний центр жіночих та статевих досліджень (нім. Interdisziplinäre Zentrum für Frauen- und Geschlechterforschung) Грайфсвальдського університету, аналогічні наукові центри при Бременському та Марбурзькому університеті.
У Голландії також існує ряд кафедр квір-досліджень, зокрема Відділення гейський та лесбійських студій про Амстердамському університеті.